# Meloe glazunovi
Meloe glazunovi là một loài bọ cánh cứng trong họ Meloidae. Loài này được Pliginskij miêu tả khoa học năm 1910.